# Xiphochaeta paucibarba
Xiphochaeta paucibarba là một loài ruồi trong họ Tachinidae.